# Gustovara
Gustovara (szerbül:  Густовара) falu Bosznia-Hercegovinában, Bosanska krajina területén, a Szerb Köztársaságban, Mrkonjić Grad községben.

## Fekvése
Bosznia-Hercegovina közép-nyugati részén, Banja Lukától légvonalban 37, közúton 57 km-re délre, községközpontjától légvonalban 3 km-re, közúton 5 km-re északkeletre, Jajcától légvonalban 17 km-re, közúton 27 km-re északnyugatra, a Dinári-hegységben, 521 méteres magasságban található. 

## Népessége
| Nemzetiségi csoport | Népesség 1991 | Népesség 2013 |
| ------------------- | ------------- | ------------- |
| Szerb               | 424           | 211           |
| Bosnyák             | 0             | 0             |
| Horvát              | 0             | 2             |
| Jugoszláv           | 2             | 0             |
| Egyéb               | 2             | 0             |
| Összesen            | 428           | 213           |

## Története
A falu már a középkorban is létezett, melyet a temető maradványai bizonyítanak, ahol 7 darab késő középkori stećak sírkő máig fennmaradt. Ezek a sírkövek a kereszténység főáramlatának behódolni nem akaró, eredetileg Boszniában élő bogumilok díszesen faragott középkori sírkövei voltak. A legrégebbi ilyen sírkövek a 12. század második feléből származnak, de csak a 14-15. században terjedtek el Bosznia-Hercegovina, Szerbia, Horvátország és Montenegró területén.

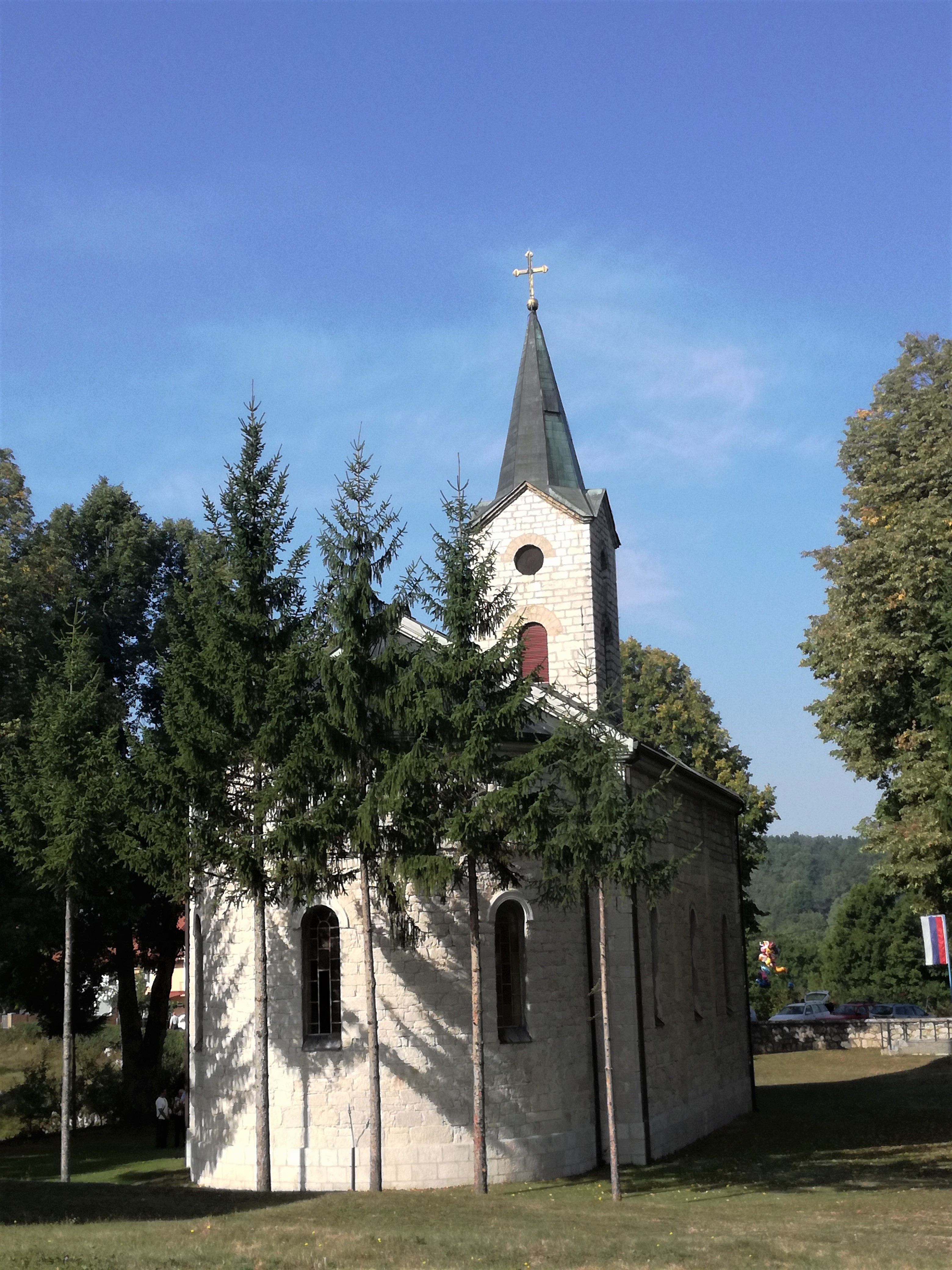
A Szent Péter Pál templom

A Banja Luka és Mrkonjić Grad közötti hegyvidék a középkori zemljaniki plébániához tartozott, amelyet II. Prijezda bosnyák bán 1287-ből származó oklevele említ. Zmijanje a Jajcától északra fekvő Orbász völgyének várainak elesésével 1527-1528-ban került oszmán uralom alá. Az 1540-ig tartó első időszakban ezt a területet a Bródi kádilukhoz tartozó Vrhovina náhijéhez csatolták, majd az 1535-1540 közötti időszakban, amikor az oszmánok átkeltek a Száván, Zmijanje a Boszniai szandzsákba tartozó Kobaši kádilukhoz tartozott. A helyzet lecsendesedésével a Zmijanje náhije különvált. Először az 1541-es defterben említik a Kobaši kádiluk részeként. 1592-től a Banja Luka-i kádilukban volt. Az oszmán uralom első éveiben a Zmijanje náhije magába foglalta az Orbász (Vrbas) és a Szana folyók közötti teljes területet, valamint délen a Mrkonjić Grad feletti Kozare, Dimitor és Lisina hegyeket. Kicsit később a Trijebovoi náhije, mely Mrkonjić Grad környékén feküdt, levált róla. Egyes adatok szerint a 16. század közepétől származó összeírásokban szereplő lakosok ortodoxok voltak.
A falu 1878-ig tartozott az Oszmán Birodalomhoz, majd az Osztrák-Magyar Monarchia része lett. 1879-ben az első osztrák-magyar népszámlálás során Bara község része volt. 1910-ben Bare-Trijebovo község részeként a faluban 109 házat, 235 ortodox szerb és 4 katolikus lakost számláltak. A monarchia szétesésével 1918-ben előbb a Szerb-Horvát-Szlovén Királyság, majd 1929-től a Jugoszláv Királyság része. 1945-től a szocialista Jugoszlávia része volt. Jugoszlávia megszállása után a falu a Független Horvát Állam (NDH) része lett, majd nem sokkal ezután megkezdődött a szerb lakosság lázadása az új hatalommal szemben, melyet a szerbek elleni usztasa támadások követtek.
A településen az 1991-es népszámlálás adatai szerint 428-an éltek. A település 1995 szeptemberéig a boszniai szerb katonai egységek ellenőrzése alatt állt. A Déli Mozdulat hadművelet során lakossága a horvát hadsereg közeledtére elmenekült, a horvátok pedig megszálllták a falut. A boszniai háborút lezáró daytoni békeszerződés rendelkezése alapján az ország területét felosztották a Bosznia-hercegovinai Föderáció és a boszniai Szerb Köztársaság között, ennek során a település a Boszniai Szerb Köztársasághoz és Mrkonjić Grad községhez került. 

## Nevezetességei
- Szent Péter és Pál apostolok tiszteletére szentelt ortodox temploma 1907-ben épült.

- Középkori temetőjánek maradványai 7 db fennmaradt stećak sírkővel.[4]